# Schweiz historia
Schweiz har haft en särställning i Europas historia genom sitt centrala, men ändå isolerade läge i Alperna.
Den nuvarande staten Schweiz egentliga historia börjar först 1848 när landets nya författning slogs fast men tiden från tre föregångare brukas medräknas till statens historia. Det gamla edsförbundet var en lös sammanslutning av olika kantoner som bildades 1291 av kantonerna Uri, Schwyz och Unterwalden och erhöll genom fredsavtal en omfattande autonomi från Tysk-romerska riket. Området utökades och 1648 fick regionen genom westfaliska freden internationell suveränitet. Efter franskt ingripande och en revolution bildades Helvetiska republiken 1798, som 1803 ombildades till en lydstat under fransk kontroll. Efter Napoleon med början 1813 bildade kantonerna ett löst sammanhållet statsförbund som upphörde 1848.

## Schweiz historia före 1291
De äldsta spåren av boplatser i Schweiz härrör från moustérienkulturen. I grottor som beboddes av moustérienmänniskorna har 50 000 år gamla rester av träkol hittats. Ytterligare fynd har dokumenterat renjakt inom magdalénienkulturen under den äldre stenåldern. Parallellt under yngre stenåldern utbredde sig rössenkulturen i norr och cortaillodkulturen centralt i Schweiz samt i västra delen av landet, därefter horgenkulturen. Under brons- och järnåldern var keltiska stammar verksamma i det schweiziska området. En viktig kultur var latènekulturen, uppkallad efter en fyndplats nära Neuchâtelsjön. Kulturen etablerades sannolikt under 600-talet f.Kr. och spåren av den upphör på 50-talet f.Kr., det vill säga vid den tid då det romerska riket ockuperade Gallien. År 58 f.Kr. lät Julius Cæsar anlägga staden Aventicum i området. Aventicum var den största staden i Civitas Helvetiorum. Under kejsar Vespasianus upplevde Aventicum en storhetstid med uppemot 20 000 invånare. Kristendomens inflytande ökade på 300-talet. Vid slutet av 400-talet dominerade burgunder och alemanner utvecklingen i Schweiz. Aventicum var biskopssäte under den tidigkristna perioden fram till år 585 då episkopatet flyttade till Lausanne. Det mesta av Schweiz inlemmades på 530-talet i det frankiska väldet. När sedan riket styckades genom fördraget i Verdun 843 kom östra Schweiz att ingå i Ludvig den tyskes Östfrankiska rike för att sedermera ingå i det Tysk-romerska riket. Västra delen av Schweiz hamnade först under Lothar I's administration, sedan i kungariket Burgund och för att 1032 integreras i det Tysk-romerska riket. Nya furstehus som hertigarna av Zähringen och huset Habsburg, ökade sin makt över det schweiziska området på 1100- och 1200-talen. När den ursprungliga linjen av hertighuset Zähringen utslocknade 1218 med hertig Berthold V, förklarades stora delar av Schweiz riksomedelbara av den tysk-romerske kejsaren Fredrik II.

## Edsförbundets uppkomst och utveckling
Den 1 augusti 1291 slöt sig de så kallade urkantonerna – Schwyz, Uri och Unterwalden – samman till ett förbund, det så kallade edsförbundet. Samarbetet kom till stånd för att skapa enighet mot två yttre motståndare, dels det Tysk-romerska riket, dels furstehuset Habsburg. Båda motparterna försökte öka sitt inflytande på det schweiziska territoriet under 1200-talets senare del. En källa till konflikt med Tysk-romerska riket var att huvudvägen mellan Tyskland och Italien passerade Schweiz. Habsburgska lantgrevar härskade över områdena Thurgau, Aargau och Zürichgau och var nära att lägga större delen av det nuvarande Schweiz under sig men led nederlag i slaget vid Morgarten 1315, då habsburgskt rytteri krossades av edssvurna (schweiziska) trupper. Efter ytterligare segrar för de edsvurna mot österrikiska armékårer, anslöt sig flera distrikt till edsförbundet: Luzern (1332), Zürich (1351) Glarus och Zug (bägge 1352) samt Bern (1353).
Efter ett halvsekel med strider slöt edsförbundet och habsburgarna fred 1389. Därefter tilltog edsförbundets kraftmätning med Burgund. Flera fältslag utkämpades mellan parterna. I ett av dessa, vid Nancy 1477, stupade burgundhertigen Karl den djärve.
Internt hade förbundet svårt att hålla ihop under 1400-talet, men genom en överenskommelse 1481 avstyrdes en brytning mellan städerna och landsbygdskantonerna. Edsförbundets strider med tyska arméer - även kända under namnet Schwabiska ligan – blev intensiva 1499. Edsförbundet stred framgångsrikt mot de kejserliga trupperna och genom freden i Basel ökade edsförbundets självständighet från tysk-romersk överhöghet ordentligt. Bland annat var schweizarna inte längre skyldiga att betala riksskatt till Tysk-romerska riket. Den tysk-romerska rikskammarrätten miste också allt inflytande över de schweiziska områdena.
De edsvurnas trupper var fruktade under 1400- och 1500-talen och runtom i Europa efterfrågades schweiziska soldater för uppdrag som legoknektar och livgardister. Det påvliga Schweizergardet grundat 1506 lever kvar från denna epok.
1500-talet inledde med konflikter mellan edsförbundet och Frankrike. Ett fredsfördrag som slöts 1521 ökade Frankrikes inflytande, bland annat fick landet rätt att rekrytera soldatämnen i Schweiz.

## Reformation och motreformation
Mellan 1513 och 1798 ingick 13 kantoner, 10 orter och 3 skyddsorter i edsförbundet. Det fanns också områden som var underlagda en eller flera kantoners gemensamma administration. En politisk församling för hela edsförbundet fanns också, Tagsatzung. Kantonernas förhållande till den katolska kyrkan var den enskilt viktigaste politiska frågan under 1500-talet. Reformationen blev startpunkten för en lång rad strider mellan katolska och protestantiska kantoner och den konfessionella frågan förblev en källa till konflikt på schweiziskt område fram till napoleonkrigen. 
Några av den katolska kyrkans fränaste kritiker (Huldrych Zwingli och Jean Calvin) var verksamma i Schweiz under seklet. Zürichprästen Zwingli hade anslutit sig till reformationen 1523. Zürich och fem andra kantoner bröt på 1520-talet med den katolska kyrkan medan de sju resterande kantonerna förblev påvetrogna. 
Genève utvecklades under 1500-talet till ett centrum för reformerta krafter. Staden anslöt sig först till ett förbund med Bern och Fribourg på 1520-talet. Strax därpå kom Gèneve med i edsförbundet. Trestadsalliansen tillkom för att bilda en enad front mot Savojen. 1536 kom den franske reformatorn Johannes Calvin till Genève. Genève utropades till egen republik, men de starka banden till edsförbundet bibehölls. Calvin hade brutit med den katolska kyrkan 1532. 1538 tvingades han bort från staden. Calvin återvände 1541 och styrde Genève med ambitionen att skapa en teokrati utifrån doktrinen att välstånd är Guds sätt att belöna mänskliga dygder som flit och sparsamhet. Calvins regim var sträng, bland annat förbjöds sång och musik, inklusive orgelmusik i kyrkorna. Under Calvins tid grundades Genèveakademin 1559 ur vilken dagens Genèveuniversitet utvecklades.
De reformerta och de katolska falangerna utkämpade två inbördeskrig om respektive läras utbredning, de så kallade kappelerkrigen 1529 och 1531. I 1531 års krig dödades Zwingli. Freden som följde löste den religiösa konflikten på så sätt att varje kanton självständigt fick bestämma över sin konfessionella tillhörighet. 
I Schweiz anfördes motreformationen av kardinalen Carlo Borromeo. Denne grundade i Milano ett särskilt seminarium för utbildning av katolska schweiziska präster. Under motreformationen fick de katolska kantonerna en mäktig bundsförvant i den spanske regenten Filip II. 1586 bildade de katolska kantonerna alliansen Der Goldener Bund (gyllene förbundet), även kallat borromeiska förbundet. Pakten innebar att de allierade kantonerna lovade att försvara varandra mot inre och yttre hot samt försäkrade att hålla fast vid den katolska tron. Politiskt vann katolicismen en seger när Bern tvingades avträda Chablais och Pays de Gex till Savojen 1567. Katolikernas ställning var stark, men bröts 1712, genom ett religionskrig mot protestantiska kantoner.

## Franska tiden (1798–1814)

### Helvetiska republiken (1798–1803)
Revolutionära stämningar spred sig till Schweiz från Frankrike efter 1789 bland annat genom agitatorerna Peter Ochs och Frédéric-César de La Harpe. Ochs mål var att ersätta edsförbundet med en modern stat, med stark centralmakt efter franskt mönster och försvagade kantoner. Sedan franska armédivisioner marscherat in i Schweiz på våren 1798 utropade Peter Ochs den Helvetiska republiken den 12 april 1798 från rådhusbalkongen i Aarau, staden som blev republikens huvudstad.
Revolutionskrigen och napoleonkrigen skakade om Schweiz rejält. Efter att franska trupper marscherat in i landet 1798 ombildades edsförbundet till den så kallade Helvetiska republiken utifrån en ny regeringsform. Centralmakten stärktes på och kantonernas inflytande reducerades. Tryckfriheten och religionsfriheten lagstadgades.

### Mediationstiden (1803–1813)
En ny grundlag 1803 förvandlade Schweiz till en lydstat under fransk kontroll. Samtidigt fick landet en administrativ indelning i 19 kantoner.

## Schweiz som statsförbund 1814–1847

### Restauration (1814–1830)
1813, sedan Frankrikes krigslycka vänt, återinfördes det decentraliserade styrelseskicket från tiden före 1798. Vid Wienkongressen 1815 kom dåtidens stormakter att garantera Schweiz full neutralitet i förhållande till andra stater.
Enligt den nya författningen bildade kantonerna ett löst sammanhållet statsförbund. Den tidigare aristokratin kunde återta en del av den makt den förlorat vid införandet av den helvetiska republiken.

### Regeneration (1830–1847)

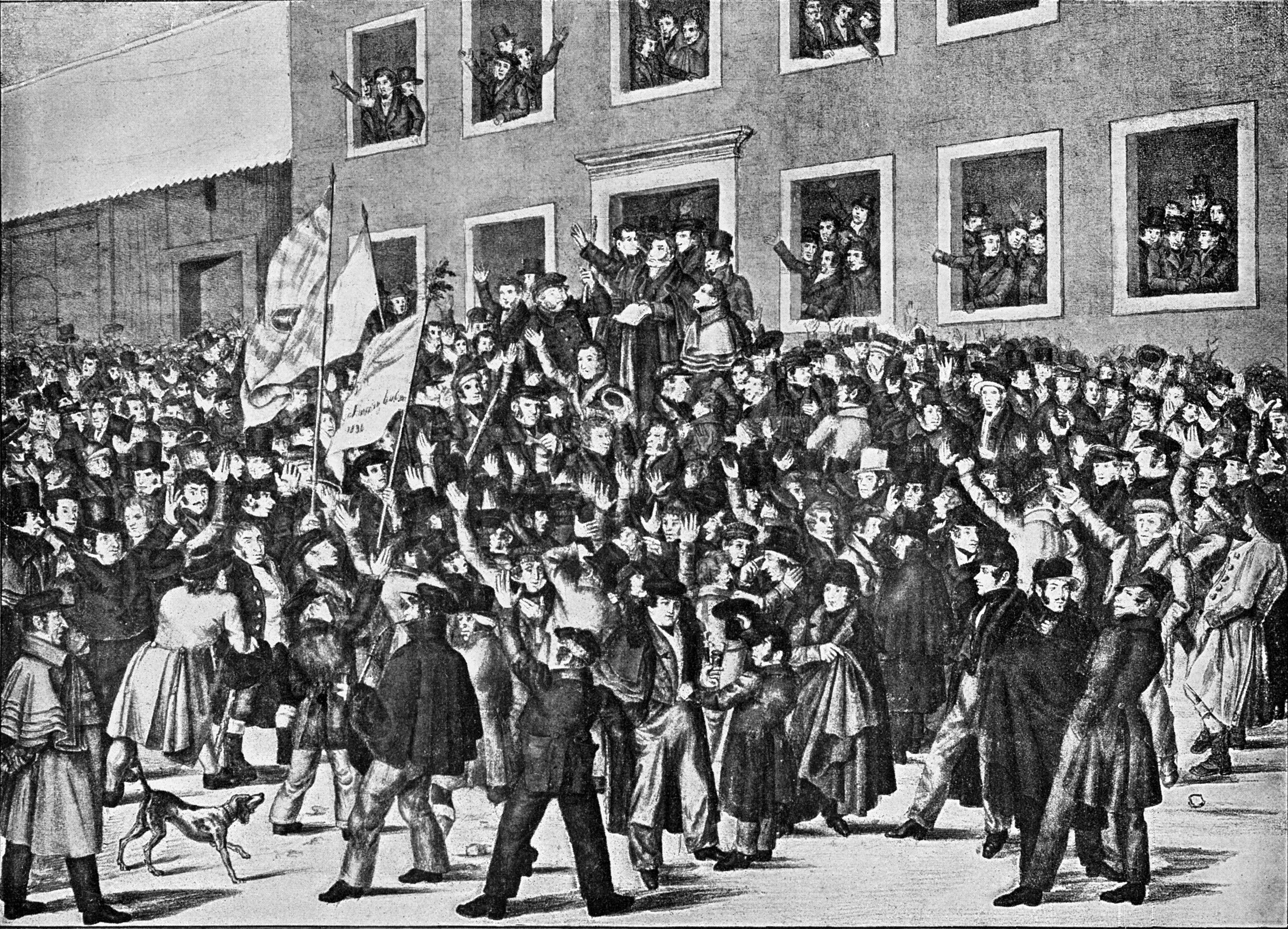
Folksförsamling i Balsthal (kantonen Solothurn) 1830.

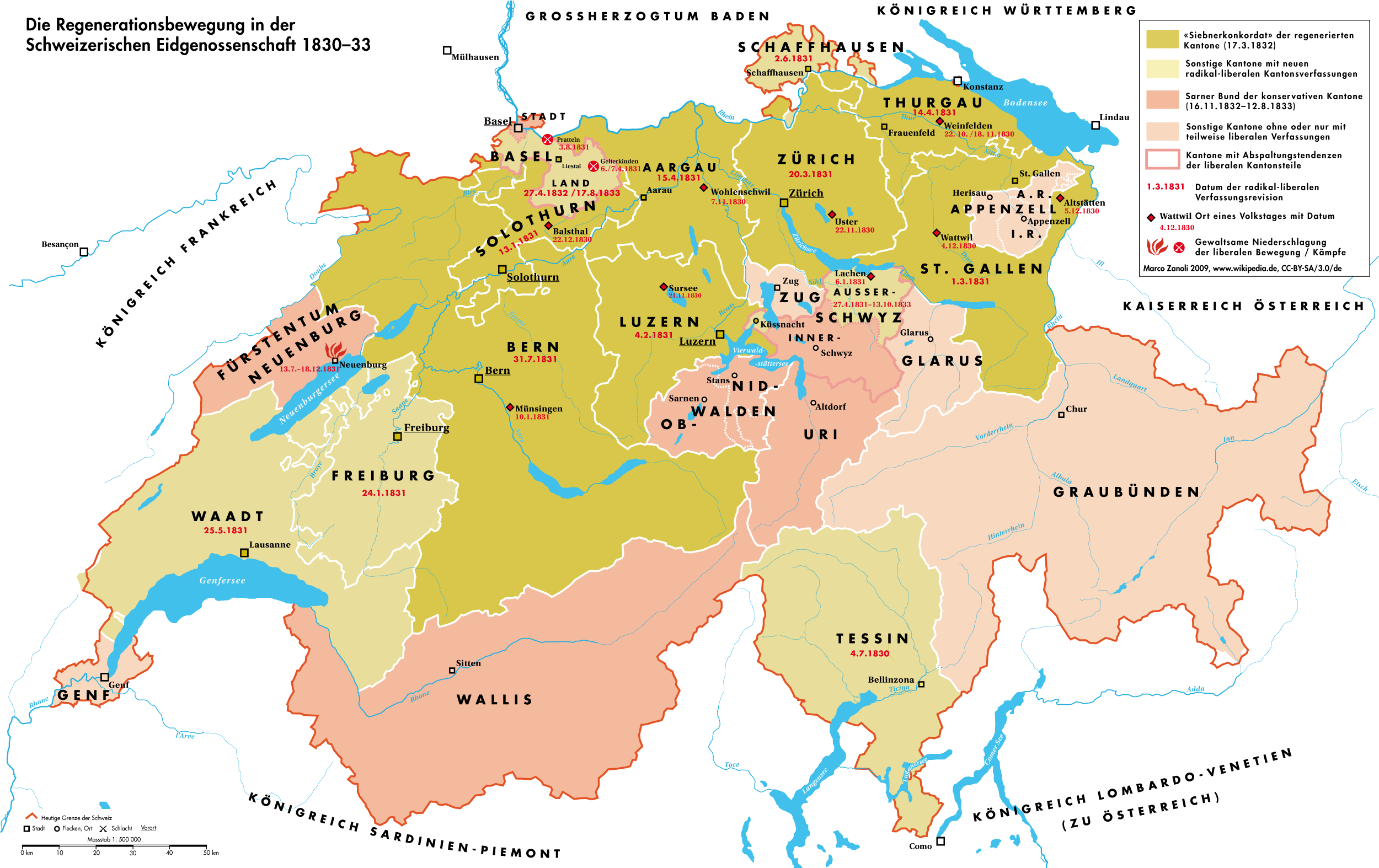
Politiska förändringar 1830–1833.

Under första hälften av 1800-talet förändrades jordbruket, samtidigt som textil-, ur- och verkstadsindustrier växte fram i vissa regioner. Kraven på politiska reformer stärktes: En tidig liberal framgång var kantonen Ticinos författningsreform den 4 juli 1830. Efter julirevolutionen i Frankrike följde missnöjesyttringar som snabbt ledde till liberalt influerade författningar i kantonerna Thurgau, Aargau, Luzern, Zürich, St. Gallen, Fribourg, Vaud, Solothurn, Bern och Schaffhausen. De nya författningarna innehöll vanligen direkta val, rösträtt för en stor del av den manliga befolkningen, utökat politiskt inflytande för landsbygdsbefolkningen och maktdelningsprincip. I Neuchâtel slogs rörelsen ner. I andra kantoner uppstod senare konflikter, som delningen av kantonen Basel 1833 och oroligheter i nedre Valais.
Motsättningarna syntes på flera plan: Liberalerna eftersträvade en schweizisk centralmakt, förbättrat transportväsende och kyrkliga förändringar, medan många konservativa ville behålla kantonernas självständighet. Liberalerna var beredda att ge asyl till politiskt förföljda vilket ledde till konflikter med Schweiz grannländer. Samtidigt ökade befolkningen, arbetarrörelsen organiserades och tidiga socialistiska grupper bekämpades av såväl liberala som konservativa.
Konflikterna kulminerade i ett inbördeskrig 1847, sedan sju kantoner med katolsk-konservativa regeringar två år dessförinnan bildat ett tilläggsförbund Sonderbund. I det kortvariga sonderbundkriget segrade de folkrikare liberala kantonerna.

## Den moderna förbundsstaten

### Från 1847 till 1914
Den segrande sidan framtvingade långtgående politiska förändringar: Den nya grundlagen från 1848 inskränkte kantonernas makt. Efter amerikansk förebild infördes ett tvåkammarparlament med Ständerråd och Nationalråd, liksom en centralregering (Förbundsrådet) med sju medlemmar och säte i Bern. Mynt- och postväsenden blev gemensamma. Järnvägslagen från 1852 lade grunden till en snabb utbyggnad av järnvägsnätet.
Genom en grundlagsändring 1874 infördes principen med folkomröstningar för beslutsfattande på nationell nivå. 
Stegvis infördes en gemensam civillagstiftning, delvis baserad på Code Napoléon, som ersatte kantonala bestämmelser och fullbordades 1907.

### 1914 till 1990
När första världskriget utbröt förklarade sig Schweiz neutralt. Sommaren 1917 utmanades landets neutrala ställningstagande efter avslöjandet att försvarsministern Arthur Hoffmann deltagit i tysk-ryska förhandlingar angående eldupphör på östfronten. Matbrist föranledde folkliga protester. I november 1918 utbröt oroligheter på Zürichs gator. Militär sattes in mot demonstrationerna. I protest mot detta utbröt landsomfattande strejker.

#### Andra världskriget
Under andra världskriget hävdade Schweiz officiellt att landet var neutralt. Regeringen befarade angrepp såväl från Fascistitalien som från Nazityskland och mobiliseringen i landet var omfattande. Under krigsåren hindrades över 24 000 hjälpsökande inresa till Schweiz. Ett mindre nazistiskt parti förespråkade anslutning till Stortyskland, dock helt utan framgång.

#### Efterkrigstiden
Efter världskrigen höll Schweiz fast vid neutraliteten i utrikespolitiken. Alplandet omfattades av Marshallplanen. Samtidigt profilerade sig landet som en knutpunkt för internationellt samarbete genom att vara säte för bland annat flera av Förenta nationernas underorgan. Sedan början av 1960-talet har Schweiz varit med i Europarådet och i OECD. Landet var ett av de ursprungliga Eftaländerna.
Genom en folkomröstning 1971 fick kvinnor rösträtt vid nationella val. Schweiz första kvinnliga regeringsmedlem tillträdde 1984.
Parlamentet dominerades under 1970- och 1980-talen av liberala FDP. Liberalerna, socialdemokratiska och kristdemokratiska partier, som tillsammans uppnådde drygt 60 % av rösterna och hade två medlemmar var i förbundsrådet. Det mindre Schweiziska folkpartiet fick regelbundet 10 % av rösterna och hade en medlem i förbundsrådet.

### Sedan 1990
Den 10 september 2002 blev Schweiz medlem i Förenta nationerna (FN).
Sedan det kalla krigets slut har rikspolitikerna ofta arbetat med förhållandet till Europeiska unionen och banksekretessen.

#### Förhållandet till EU
År 1992 sade en folkomröstning knappt nej till medlemskap i EES. Den karismatiske EES-motståndaren Christoph Blocher från Schweiziska folkpartiet syntes ofta i medierna. De följande åren steg Schweiziska folkpartiets röstandel betydligt, först på bekostnad av kristdemokrater och liberala. Vid nationalrådsvalen 2003 fick Schweiziska folkpartiet 26 % av rösterna, varefter Blocher blev invald som andra SVP-medlem i förbundsrådet. Han förlorade dock denna post efter valen 2007.
När ett EES-inträde blivit inrikespolitiskt orealistiskt tecknade förbundsrådet bilaterala avtal med EU.

#### Banksekretessen
USA och andra länder har opponerat sig mot att Schweiz banksekretess försvårar skattekontroll. I flera publikt kända fall har utländska skattemyndigheter fått tillgång till persondata från schweiziska banker genom att bankanställda privat överlämnat stora mängder data, exempelvis Hervé Falciani, utan att gå genom de schweiziska myndigheterna. Schweiz har under 2000-talet börjat lämna mer uppgifter om banktillgodohavanden till utländska skattemyndigheter.